# ATS (llenguatge de programació)
ATS (Applied Type System) és un llenguatge de programació dissenyat per Hongwei Xi a la Universitat de Boston que incorpora "Tipus dependents de valors" i altres sistemes de tipus avançats així com construccions per assegurar la correcta finalització de les funcions entre les quals hi ha anotacions de mètrica i un sistema de proposicions i proves (predicats).
El llenguatge parteix del cos del llenguatge ML Estàndard incorporant-hi construccions per a proveir els mecanismes avançats.

## Història
ATS deriva d'una versió anterior anomenada DML ó Dependent ML
També hi ha antecedents en el "De Caml" versió de Caml Light amb "tipus dependents de valors" del mateix autor.

## Eficiència
Segons l'autor Hongwei Xi la seva eficiència és deguda a la representació de dades i optimització de la recursivitat final. Els tipus són principalment per a assegurar la correcció.

## Un cas introductori

### proposicions
dataprop expressa predicats com un tipus algebraic
Predicats:
```
FACT(n, r) si i només si fact(n) = r
MUL(n, m, prod) si i només si n * m = prod

```

FACT(n, r) =
FACTbase (0, 1)
| FACTinductiu (n, r) si i només si FACT (n-1, r1) i MUL (n, r1, r) ∀ n,r,r1 ∈ Int; n > 0
// expressa r = fact(n) si i només si r = n * r1 i r1 = fact(n-1)
en codi ATS
```
 dataprop FACT (int, int) =
 | FACTbas (0, 1) // cas base: (fact(0) = 1)
 // cas inductiu
 | {n:int | n > 0} {r,r1:int} FACTind (n, r) of (FACT (n-1, r1), MUL (n, r1, r)) 

```

### aplicació
L'avaluació de fact1(n-1) torna un parell (predicat_n_menys_1 | resultat_n_menys_1) que es fa servir en el càlcul de fact1(n).
```
//
 
fitxer
 
fact1
.
dats
 
(
1
a
.
 
part
)

(*

 [FACT (n, r)] és una proposició certa si i només si [fact (n) = r]

 [MUL(n, m, prod)] és una proposició certa si i només si [n * m = prod]

 {...} indica quantificació universal

 […] indica quantificació existencial

 (...) tuples

 a (... | ...), | separa prova i valor

 les variables amb prefix pf_ responen a l'abreviació 

 de l'anglès "proof" (cat: prova (predicat en aquest cas))

 fact(0) = 1 ;

 r1 = fact(n-1); r = fact(n) = n * r1; per a n > 0

* )

dataprop FACT (int, int) =

 | FACTbas (0, 1) // cas base: (fact(0) = 1)

 | {n:int | n > 0} {r,r1:int} FACTind (n, r) of (FACT (n-1, r1), MUL (n, r1, r)) // cas inductiu 

// fact1 implementa la funció factorial sense recursivitat final

// int(n) o també ''int n'' és el tipus enter monovalor de valor n

fun fact1 {n:nat} .< n >. (num: int(n))

 (* {n:nat} univers

 .< n >. mètrica

 (num: int(n)) paràmetre i tipus *)

 : [r:int] (FACT (n, r) | int(r)) // tipus del resultat, retorna un parell (predicat | valor)

 =

 if num > 0 then

 let

 val (prova_fact_n_menys_1 | r1) = fact1 (num-1) // prova_fact_n_menys_1 = FACT(num-1, r1) 

 val (prova_mul | r) = num imul2 r1 // prova_mul = MUL(num, r1, r)

 in

 (FACTind (prova_fact_n_menys_1, prova_mul) | r)

 end

 else (FACTbas () | 1)

```

rutines i principal:
```
//
 
fitxer
 
fact1
.
dats
 
(
2
a
.
 
part
)

//
 
''
fn''
 
introdueix
 
funció
 
no
 
recursiva
;
 
''fun''
 
introdueix
 
funció
 
recursiva
 
(
admet
 
mètrica
)

fn
 
abs
 
{
n
:
int
}
 
(
num
:
 
int
(
n
)):
 
[
r
:
 
nat
]
 
int
(
r
)
 
=

 
if
 
num
 
>=
 
0
 
then
 
num
 
else
 
~
num

implement
 
main
 
(
argc
,
 
argv
)
 
:
 
void
 
=

 
if
 
(
argc
 
<>
 
2
)
 
then
 
 
printf
 
(
"us: %s 99 (un argument i prou)
\n
"
,
 
@(
argv
.[
0
]))

 
else
 
let

 
val
 
num
 
=
 
int1_of
 
argv
.[
1
]

 
val
 
num_nat
 
=
 
abs
 
num

 
val
 
(
prova_fact_n
 
|
 
res
)
 
=
 
fact1
 
num_nat

 
in

 
printf
 
(
"factorial de %i = %i
\n
"
,
 
@(
num_nat
,
 
res
))

 
end

```

Compilació (compila mitjançant gcc, sense recollidor de memòria brossa excepte si s'especifica explícitament amb l'opció -D_ATS_GCATS
```
atscc fact1.dats -o fact1
./fact1 4
```

dona el resultat esperat
```
factorial de 4 = 24
```

## Característiques

### Detalls comuns
ATS utilitza quantificadors universals i existencials així com tipus d'un sol valor (anomenats tipus singleton)
```
 {...} quantificador universal
 […] quantificador existencial
 {n:nat | n > 2} univers o domini (anomenat ''sort'') dels naturals majors que 2
 {n:nat} int(n) tipus de sencer corresponent a l'univers de n
 {n:nat} int n notació equivalent a l'anterior

 // per exemple a la funció abs: 
 // ∀ n de l'univers dels sencers, ∃ r de l'univers dels naturals

 fn abs {n:int} (num: int(n)): [r: nat] int(r) =
 if num >= 0 then num else ~num

```

### Tipus bàsics
- bool (true, false)
- int (255, 0377, 0xFF) El signe menys és ~
- double
- char 'a'
- string "abc"

### Tuples i registres
amb allotjament indirecte (anomenat boxed)al munt (ang:heap), amb l'apòstrof de prefix
```
val x : '(int, char) = '(15, 'c') // x.0 = 15; x.1 = 'c'
val '(a, b) = x // lligam per encaix, a= 15, b='c'
val x = '{primer=15, segon='c'} // x.primer = 15
val '{primer=a, segon=b} = x // lligam per encaix, a= 15, b='c'
val '{segon=b, ...} = x // lligam per encaix amb omissió, b='c'
```

amb allotjament directe (anomenat flat)amb @ de prefix, obviable en la construcció @(a, b) = (a, b) però no en l'encaix de patrons.
```
val x : @(int, char) = @(15, 'c') // x.0 = 15; x.1 = 'c'
val @(a, b) = x // lligam per encaix, a= 15, b='c'
val x = @{primer=15, segon='c'} // x.primer = 15
val @{primer=a, segon=b} = x // lligam per encaix, a= 15, b='c'
val @{segon=b, ...} = x // lligam per encaix amb omissió, b='c'
```

especial
```
val (prova_de_predicat | valor) = expressió // resultat de funcions que, acompanyen el valor amb l'avaluació d'un predicat
```

### Diccionari
sortunivers o domini de valors
```
sortdef nat = {a:int | a >= 0} // predefinit
```

type (com a domini)domini polimòrfic associat a tipus que ocupen exactament una paraula de màquina (llargada d'un punter).
```
fun {a,b:type} swap_type_type (xy: @(a, b)): @(b, a) = (xy.1, xy.0)
```

t@ypetype lineal de llargada desconeguda o, dit d'una altra manera, amb abstracció de llargada
l'univers t@ype inclou els type
viewés una relació d'una posició de memòria i un tipus que l'interpreta, amb caràcter de prova o predicat.
El constructor de views més freqüent és el @ en posició infix. Així T @ L és una prova de la relació interpretativa de la posició L amb el tipus T.
```
fun{a:t@ype} ptr_get0 {l:addr} (pf: a @ l | p: ptr l): @(a @ l | a)
```

```
fun{a:t@ype} ptr_set0 {l:addr} (pf: a? @ l | p: ptr l, x: a): @(a @ l | void)
```

El tipus de ptr_get0[T] és ∀ l : addr . (T @ l | ptr (l)) -> (T @ l | T) // vegeu manual, secció 7.1. Safe Memory Access through Pointers
viewtypesort "type" amb associació a memòria (view).
viewt@ypeviewtype de llargada desconeguda o, dit d'una altra manera, amb abstracció de llargada.
l'univers viewt@ype inclou els viewtype
```
viewdef array_v (a:viewt@ype, n:int, l: addr) = @[a][n] @ l
```

### sorts
Univers o domini de valors
```

 sortdef nat = {a:int | a >= 0} // predefinit al ''Prelude''
 sortdef positius = {n:nat | n >= 1}
 sortdef positius_entre_deu_i_20 = {n:positius | n >= 10 && n <= 20} 

```

ús en especificació de paràmetre:tipus
```
{n:positius_entre_deu_i_20} num: int(n)
```

algebraics
```
datasort alg_nats = Zero of () | Succ of alg_nats
```

### datatypesa laML
```
datatype diaFeiner = Dl | Dt | Dm | Dj | Dv
```

llistes:
```
datatype list0 (a:t@ype) = list0_cons (a) of (a, list0 a) | list0_nil (a)
```

### exhaustivitat en l'encaix de patrons (sufixos + -)
com a case+, val+, type+, viewtype+, ...
- El sufix + genera un error, en cas que les alternatives de l'encaix no siguin exhaustives
- La manca de sufix genera un missatge d'atenció (literal warning) si no hi ha exhaustivitat
- El sufix - evita la comprovació d'exhaustivitat

## Extensions dels fitxers
.satssignatura o interfície, també anomenada fitxer d'estàtics
.datsimplementació, també anomenada fitxer de dinàmics
.hatsfitxer a incloure, el contingut pot ser tant d'interfície com d'implementació
.catsfitxer amb continguts de codi C

## Mòduls
Codi dels mòduls:
```
 staload "foo.sats" // ''obre''/importa el mòdul foo.sats incorporant els identificadors a l'espai de noms actual

 staload F "foo.sats" // requereix qualificador com ara $F.bar

 dynload "foo.dats" // carrega el mòdul dinàmicament (en temps d'execució)

```

## vectors
Diverses construccions i proves
- del manual[6]

```
val feiners = array0 $arrsz{string}("Dilluns", "Dimarts", "Dimecres", "Dijous", "Divendres") 
```

- de la web->Tutorial->Linear Arrays[7]
- : @[VT][N] és un viewtype de vectors d'elements del tipus VT, la seva llargada és N vegades la llargada de VT
- : Un viewt@ype és un viewtype de llargada desconeguda o, dit d'una altra manera, amb abstracció de llargada

```
viewdef array_v (a:viewt@ype, n:int, l: addr) = @[a][n] @ l
```

```
fun{a:viewt@ype} array_ptr_alloc {n:nat} (asz: int n):<fun>
[l:addr | l <> null] (free_gc_v (a, n, l), array_v (a?, n, l) | ptr l)
```

- de la web->Tutorial->Dataviews[8]

Una dataview (vista) és una proposició de lògica lineal que es fa servir per especificar relacions recursives en recursos d'estructura lineal.
```
dataview array_v (a: viewt@ype+, int, addr) =
| {l:addr} array_v_none (a, 0, l)
| {n:nat} {l:addr} array_v_some (a, n+1, l) of (a @ l, array_v (a, n, l+sizeof a))
```